# Hure Babylon

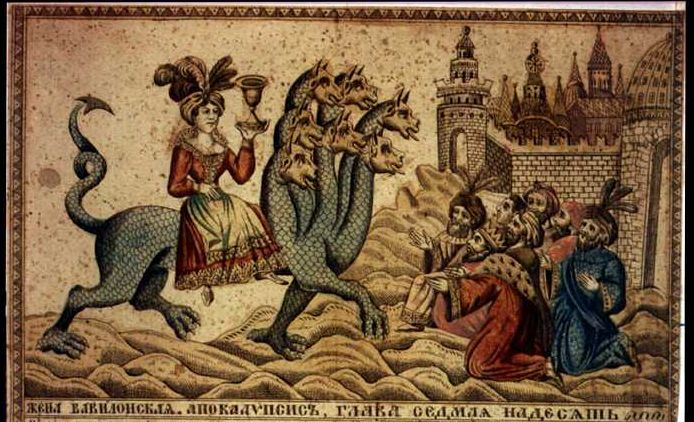
Die Hure Babylon reitet die siebenköpfige Bestie

Die Hure Babylon ist eine der biblischen Allegorien für die Gegner der Gläubigen im Allgemeinen und das römische Weltreich im Speziellen. Ihre wirkungsreichste Beschreibung findet sich im Neuen Testament in der Offenbarung des Johannes im Kapitel 17 und 18.

## Johannesoffenbarung

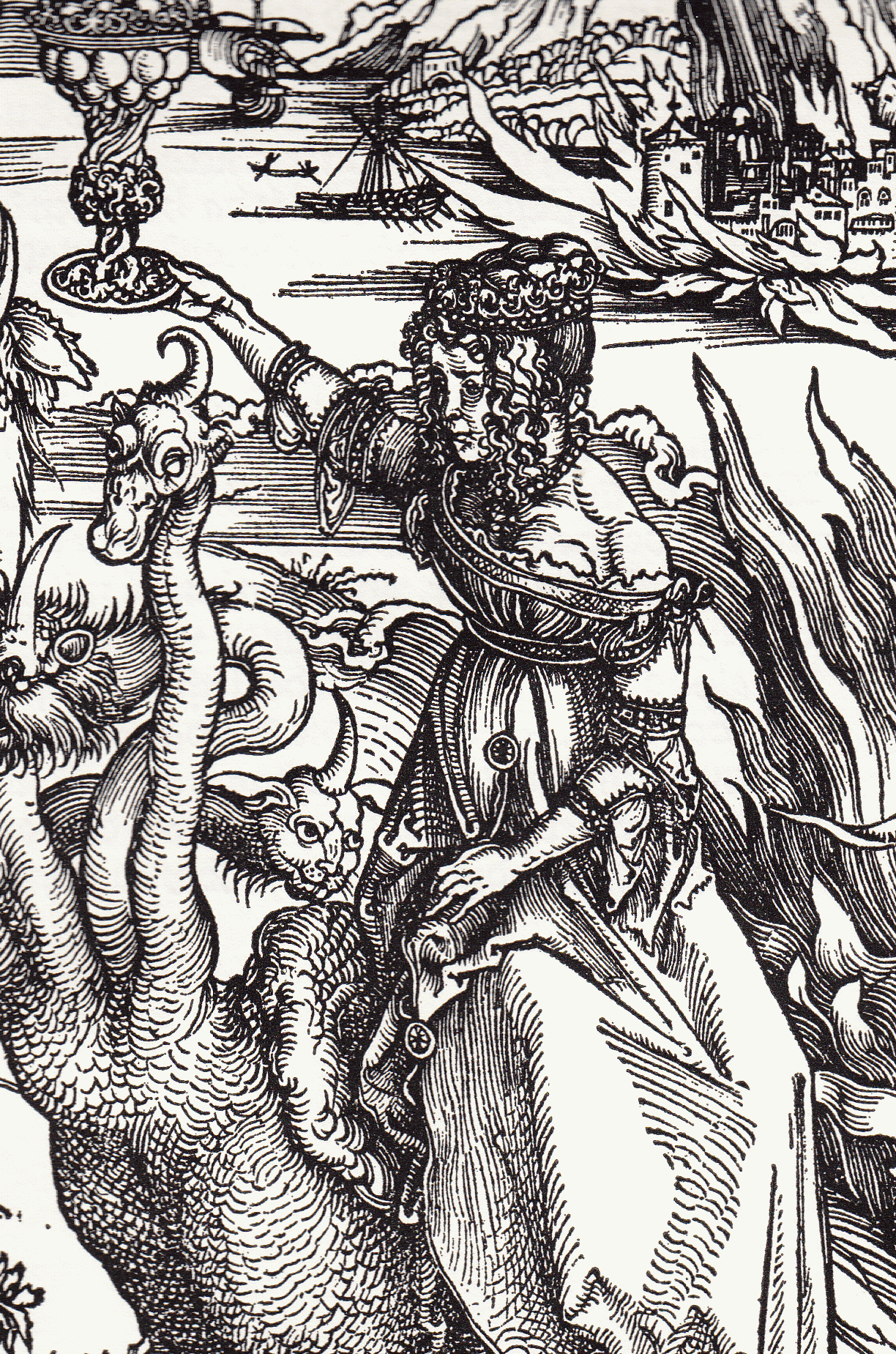
Darstellung der Hure Babylon mit Buckelpokal auf dem Holzschnitt der 13. Figur aus dem Apokalypse-Zyklus von Albrecht Dürer (1498)

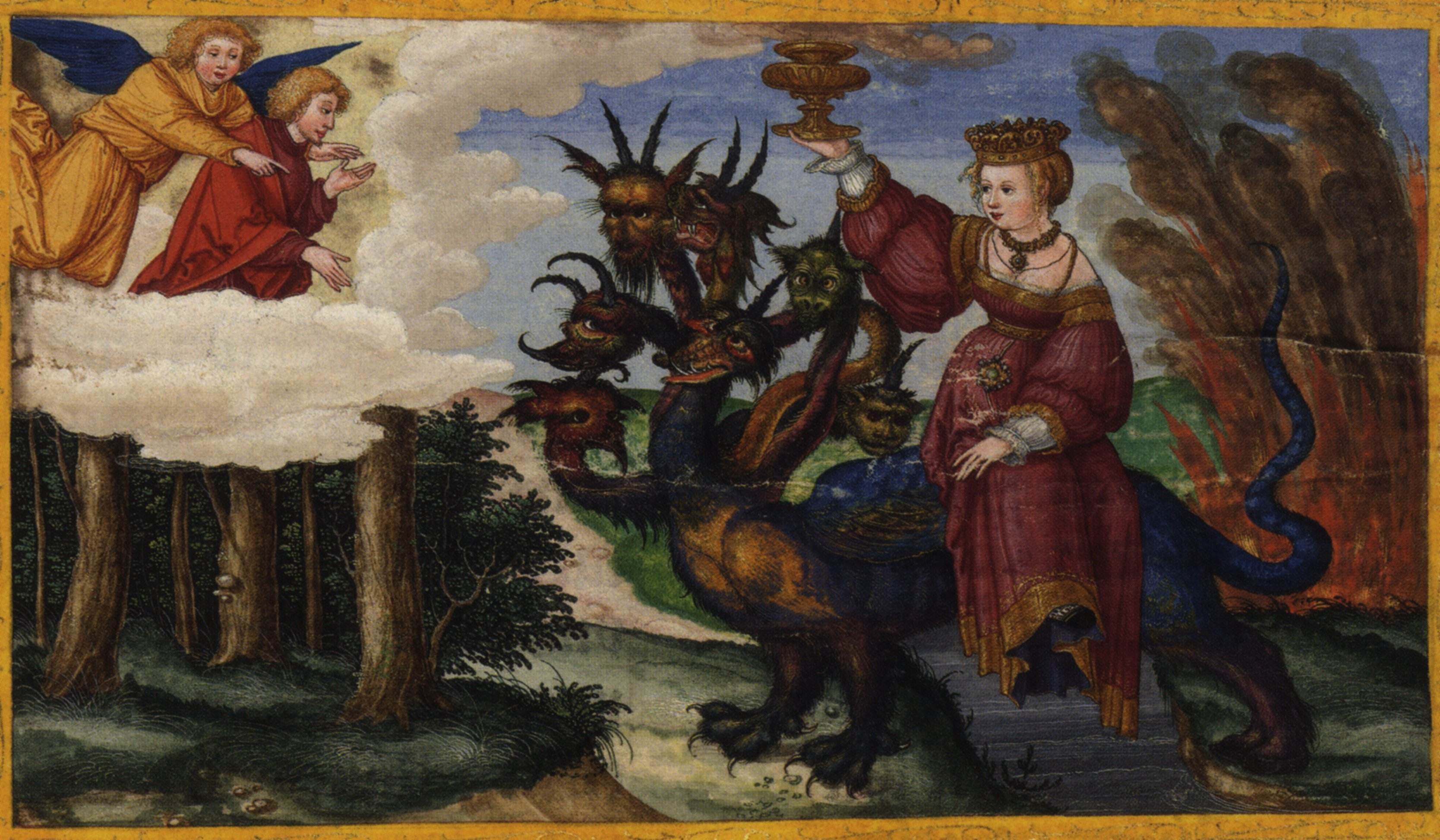
Darstellung der Hure Babylon in der Ottheinrich-Bibel (um 1530–1532)

In der Offenbarung des Johannes wird die Hure Babylon stets als „die Große“ bezeichnet (Βαβυλὼν ἡ μεγάλη in Offb 14,8 ; 16,19 ; 17,5 ; 18,2 ; 18,18 ; 18,10 ; 18,21 ). Ihre Kennzeichen sind Hurerei und Gräuel (d. h. Götzendienst), ja sie ist sogar der Ursprung, die „Mutter“ dieser Sünden (Offb 17,5 : ἡ μήτηρ τῶν πορνῶν καὶ τῶν βδελυγμάτων τῆς γῆς). Die Offenbarung beschreibt die Hure so, dass eine Deutung auf die Stadt Rom und von daher auf das Römische Reich wahrscheinlich ist (vgl. besonders Offb 17,9.18). Der Reichtum und die Pracht der Hure Babylon sind vergänglich; von einem Tag auf den anderen, ja sogar in einer Stunde (Offb 18,17.19), wird sie in bitterste Armut, Nacktheit und Einsamkeit gestürzt werden. Darüber werden sich die unter der Herrschaft der Hure Leidenden, allen voran die Christen, freuen und laut jubeln (Offb 19,1–3 ). 
Auch die von Domitian gegründete purpurne Partei der römischen Wagenlenker weckt Assoziationen an die Hure Babylons.

## Weitere antike Schriften
Im ersten Petrusbrief (1 Petr 5,13 ) werden die Adressaten von der Gemeinde aus Babylon (ἐν Βαβυλῶνι) gegrüßt. Für die Deutung des Namens Babylon als Chiffre für das antike Rom bzw. das Imperium Romanum und nicht als realer Name des mesopotamischen Babylon spricht, dass a) schon die meisten Ausleger der Alten Kirche diese Deutung bieten, b) es für einen Aufenthalt oder eine Tätigkeit des Verfassers Petrus in Babylonien keine Zeugnisse gibt, c) dass es dagegen für den Aufenthalt des Petrus in Rom weitreichende Zeugnisse gibt. Die Deutungen auf ein gleichnamiges Militärlager im Nildelta, sowie – in Anlehnung an Offb 11,8  – auf Jerusalem sind ebenso abzulehnen. Zu erwägen ist die Deutung des Namens Babylon als Symbol für die Existenz der Christen in der Fremde und deren Zerstreuung.
Ähnlich wie im Neuen Testament wird auch in den Oracula Sibyllina sowie in der syrischen Baruchapokalypse (syrBar/3Bar) 67,7 Babylon als Symbolname für Rom verwendet.

## Spätere Rezeption

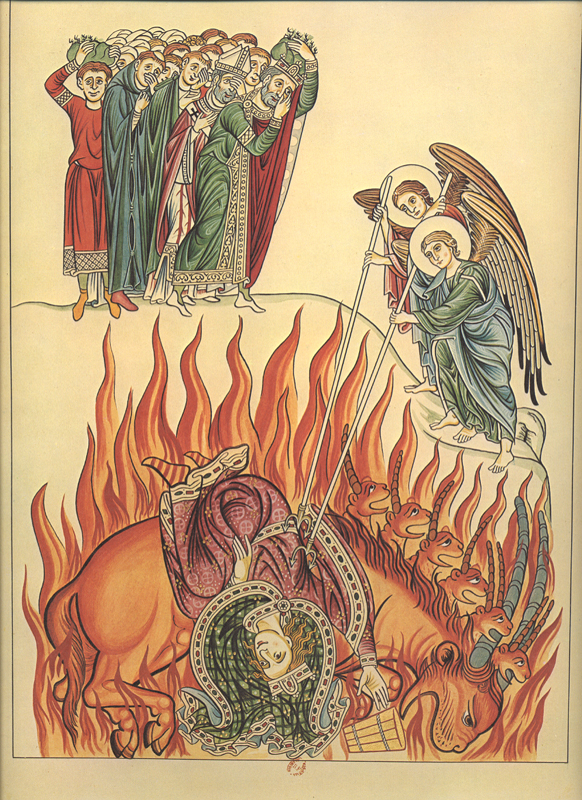
„Die Babylonische Hure“, Darstellung aus dem Hortus Deliciarum der Herrad von Landsberg, um 1180

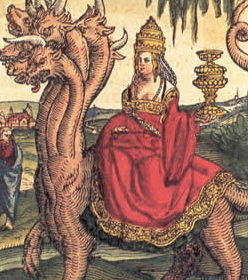
Lucas Cranach der Ältere: „Die Babylonische Hure“, 1534. Kolorierter Ausschnitt eines Holzschnitts zur Lutherbibel. Die babylonische Hure ist auf diesem Bild mit einer päpstlichen Tiara dargestellt.

In der Alten Kirche findet sich früh die Deutung von Offb 17 auf Rom (Irenäus von Lyon und Hippolyt von Rom). In dieser Deutungstradition steht auch Cassiodor (* um 485; † um 580). Andreas von Caesarea (um 600) deutet in seinem wichtigen Kommentar zur Apokalypse die Hure auf die gesamte weltliche Macht.
In der Reformationszeit haben Martin Luther und John Knox die römisch-katholische Kirche als Hure Babylon bezeichnet, wie vor ihnen bereits Girolamo Savonarola und Friedrich II. anlässlich seines ausgedehnten Streits mit Papst Gregor IX.
Auch Dante nutzt dieses Bild im 19. Gesang des Inferno und im 32. Gesang des Purgatorio für seine Kritik an der Amtsführung des Papstes Bonifaz VIII. Dieser soll die Kirche durch Lügen und Betrug an sich gebracht haben, was eine Anspielung auf die umstrittene Abdankung Coelestin V. ist.

## Moderne Rezeption
Neben dem Aufgreifen des geflügelten Wortes in der Literatur wurde das Idiom auch im Film aufgegriffen, etwa in der Verkörperung des Maschinenmenschen als Hure Babylon in dem 1927 veröffentlichten Film Metropolis.
In moderner Popmusik wird gelegentlich das Bild von der Hure Babylon aufgenommen, etwa als Babylon-System. Diesen aus dem Rastafari-Glauben übernommenen Begriff etablierte Bob Marley 1978 durch sein Album Babylon by Bus. Dem Sänger geht es um die Entfaltung der „schwarzen Identität“, Gerechtigkeit und Selbstbestimmung durch Befreiung aus den Fängen des „westlichen Babylons“. Die Söhne Mannheims singen vom Ende des „Babylon Systems“, für die Künstler die gegenwärtige Staats- und Gesellschaftsordnung, gekennzeichnet von Steuerlast und Absolutheitsansprüchen. Wenn JHWH alles ändert, werde die Hure Babylon fallen.
Das Motiv der „Hure Babylon“ nutzen unter anderem das deutsche Gothic-Musikprojekt Stillste Stund in dem Lied Die Hure Babylon, die Heavy-Metal-Band Iced Earth in dem Lied Seven Headed Whore und die Metalband Avenged Sevenfold in ihrem Song The Beast and the Harlot sowie – als Episodenbezeichnung – die Serie Dexter.